# Vindeby
Vindeby är en tätort i Svendborgs kommun i Region Syddanmark i Danmark. Tätorten har 2 335 invånare (2024). Den ligger på ön Tåsinge, strax söder om Svendborg.